# Mostec
Mostec (německy Mastung) je osada, část obce Štědrá v okrese Karlovy Vary v Karlovarském kraji. Nachází se asi dva kilometry severně od Štědré. Mostec je také název katastrálního území o rozloze 2,83 km².

## Historie
První písemná zmínka o vesnici pochází z roku 1379.

## Obyvatelstvo
Při sčítání lidu v roce 1921 zde žilo 67 obyvatel (z toho třicet mužů), z nichž bylo osm Čechoslováků a 59 Němců. Všichni se hlásili k římskokatolické církvi. Podle sčítání lidu z roku 1930 měla vesnice 58 obyvatel německé národnosti a římskokatolického vyznání.
|                                                                      | 1869 | 1880 | 1890 | 1900 | 1910 | 1921 | 1930 | 1950 | 1961 | 1970 | 1980 | 1991 | 2001 | 2011 | 2021 |
| -------------------------------------------------------------------- | ---- | ---- | ---- | ---- | ---- | ---- | ---- | ---- | ---- | ---- | ---- | ---- | ---- | ---- | ---- |
| Obyvatelé                                                            | 65   | 57   | 60   | 67   | 63   | 67   | 58   | 35   | 22   | 10   | 10   | 12   | 8    | 5    | 4    |
| Domy                                                                 | 15   | 12   | 12   | 12   | 12   | 12   | 11   | 10   | —    | 3    | 4    | 4    | 5    | 5    | 5    |
| Počet domů z roku 1961 je zahrnut v celkovém počtu domů obce Štědrá. |      |      |      |      |      |      |      |      |      |      |      |      |      |      |      |

## Obecní správa
Při sčítání lidu v letech 1869–1930 Mostec byl samostatnou obcí v okrese Žlutice. V roce 1950 byl osadou obce Lažany v okrese Toužim. Od roku 1960 je částí obce Štědrá v okrese Karlovy Vary.